# Syntaktischer Drehpunkt
Der syntaktische Drehpunkt ist das Verb-Argument, um das sich die Sätze einer Sprache drehen.
Das bedeutet im Allgemeinen,
- wenn das Verb ein Argument besitzt, dann ist eines davon der syntaktische Drehpunkt,
- wenn das Verb einem der Argumente semantisch folgt, dann ist dies der syntaktische Drehpunkt,
- wenn in kombinierten Untersätzen ein Argument ausgelassen werden kann, dann ist dieses der syntaktische Drehpunkt.

Die ersten beiden Charakteristika beziehen sich auf Morphosyntax, und sie zeigen auf, dass im Deutschen, wie in den meisten europäischen Sprachen, der syntaktische Drehpunkt das Subjekt ist. Deutsche Verben benötigen für einen Satz immer mindestens ein Subjekt, selbst im Imperativ ist das Subjekt ein implizites "Du". Das Verb folgt semantisch dem Subjekt, indem es je nach Anzahl und Person entsprechend gebeugt wird. Ein Verb nur mit einem Objekt kann im Deutschen keinen Satz bilden.
Die dritte Aussage lässt sich anhand eines Beispiels erklären:
Ich fuhr das Auto zum Markt und verkaufte es.
Dieser Satz besteht aus zwei Untersätzen, die durch die Konjunktion und verbunden sind. Der zweite Satz besitzt kein explizites Subjekt, da aber das Subjekt der syntaktische Drehpunkt ist, wird vorausgesetzt, dass dieser Satz dasselbe Subjekt (ich) des ersten Satzes nutzt. Dies lässt sich mit dem Objekt nicht machen, denn das Ergebnis hätte eine andere Bedeutung:
Ich fuhr das Auto zum Markt und ich verkaufte.
Der syntaktische Drehpunkt ist ein Kennzeichen der morphosyntaktischen Ausrichtung einer Sprache. In Akkusativsprachen ist der syntaktische Drehpunkt das "Subjekt", das Argument im Nominativ. In Ergativsprachen sollte es das Argument im Absolutiv sein, doch ist das aufgrund der Vermischung durch die Sprachentwicklung nicht immer so, es kann durchaus ergative Morphologie und akkusative Syntax vorliegen.
Sprachen mit einer Passivform erlauben dem syntaktischen Drehpunkt in kombinierten Untersätzen seine semantische Rolle von Agens zu Patiens oder andersherum zu wechseln:
Er arbeitete hart und wurde mit einem Preis belohnt.